# ياسر إسلامي
ياسر أرماندو بينتو إسلامي (بالإسبانية: Yashir Pinto) (مواليد 6 فبراير 1991 في سانتياغو) هو لاعب كرة قدم فلسطيني يلعب مع كوريكو أونيدو في الدوري التشيلي كمهاجم. مثّل منتخب فلسطين لكرة القدم. بدأ ياسر بينتو مسيرته الرياضية عام 2008 مع كولو-كولو. وهو من أصل فلسطيني من خلال جده لأمه.

## روابط خارجية
- ياسر إسلامي على موقع قاعدة بيانات كرة القدم.إي يو (الإنجليزية)
- ياسر إسلامي على موقع ناشيونال فوتبول تيمز (الإنجليزية)
- ياسر إسلامي على موقع Soccerway.com (الإنجليزية)
- ياسر إسلامي على موقع عالم كرة القدم.نت (الإنجليزية)